# ريكاردو غارسيا (دراج مكسيكي)
ريكاردو غارسيا (بالإسبانية: Ricardo García)‏ هو دراج مكسيكي، ولد في 3 أبريل 1926، وتوفي في 10 مارس 2008 في تولوكا في المكسيك.

## وصلات خارجية
- ريكاردو غارسيا على موقع أرشيف الدراجات (الإنجليزية)
- ريكاردو غارسيا على موقع إحصائيات الدراجات الإحترافية (الإنجليزية)
- ريكاردو غارسيا على موقع أوليمبيديا (الإنجليزية)